# Montecchia di Crosara
Montecchia di Crosara là một đô thị ở tỉnh Verona trong vùng Veneto của Ý, có cự ly khoảng 80 km về phía tây của Venice và khoảng 20 km về phía đông bắc của of Verona. Tại thời điểm ngày 31 tháng 12 năm 2004, đô thị này có dân số 4414 người và diện tích là 21,1 km².
Montecchia di Crosara giáp các đô thị sau: Cazzano di Tramigna, Gambellara, Monteforte d'Alpone, Roncà, San Giovanni Ilarione, và Soave.